# Edward Louis Heston
Edward Louis Heston CSC (* 9. September 1907 in Ravenna, Ohio, USA; † 2. Mai 1973) war ein Kurienerzbischof der römisch-katholischen Kirche.

## Leben
Edward Louis Heston trat der Ordensgemeinschaft der Kongregation vom Heiligen Kreuz bei und empfing am 22. Dezember 1934 das Sakrament der Priesterweihe.
Papst Paul VI. bestellte ihn am 12. April 1969 zum Sekretär der Kongregation für die Ordensleute und Säkularinstitute. Heston wurde am 8. September 1971 Präsident des Päpstlichen Kommission für die sozialen Kommunikationsmittel. Am 6. Januar 1972 ernannte ihn Paul VI. zum Titularerzbischof von Numida. Papst Paul VI. spendete ihm am 13. Februar 1972 im Petersdom die Bischofsweihe; Mitkonsekratoren waren Bernard Jan Kardinal Alfrink, Erzbischof von Utrecht, und William John Kardinal Conway, Erzbischof von Armagh.